# اينزو فيرا
اينزو فيرا (بالإسبانية: Enzo Vera)‏ (7 أبريل 1983 بسانتياغو في تشيلي - ) هو مدرب كرة قدم ولاعب كرة قدم تشيلي في مركز الوسط. لعب مع كولو-كولو وDeportes Linares ‏.

## وصلات خارجية
- اينزو فيرا على موقع قاعدة بيانات كرة القدم.إي يو (الإنجليزية)
- اينزو فيرا على موقع Soccerway.com (الإنجليزية)